# Bahnstrecke Saint-Césaire–Le Grau-du-Roi
| Drehbrücke in Aigues-Mortes, Mai 2019. |                      |                                                     |                                                     |
| |                      |                                                     |                                                     |
| Streckennummer (SNCF): | 819 000              |                                                     |                                                     |
| Kursbuchstrecke (SNCF): | 44                   |                                                     |                                                     |
| Streckenlänge: | 45,4 km              |                                                     |                                                     |
| Spurweite: | 1435 mm (Normalspur) |                                                     |                                                     |
| Maximale Neigung: | 10 ‰                 |                                                     |                                                     |
| |                      |                                                     |                                                     |
| \| \| \| Bahnstrecke Tarascon–Sète-Ville von Tarascon \| \| \| \| 30,9 88,2 \| Saint-Césaire \| 40 m \| \| \| \| Haltestelle Saint-Césaire–Le Grau-du-Roi \| \| \| \| \| Bahnstrecke Sommières–Saint-Césaire n. Sommières \| \| \| \| 32,0 4,7 \| Bahnstrecke Tarascon–Sète-Ville n. Bordeaux ü. Sète \| Bahnstrecke Tarascon–Sète-Ville n. Bordeaux ü. Sète \| \| \| 5,3 \| A 9 \| A 9 \| \| \| 8,1 \| Vistre (40 m) \| Vistre (40 m) \| \| \| \| \| \| \| \| \| \| \| \| \| \| Temporärbaustellenlager LGV \| \| \| \| \| Contournement de Nîmes et Montpellier \| \| \| \| 13,6 \| Générac \| 69 m \| \| \| 15,7 \| Beauvoisin \| 64 m \| \| \| 21,1 \| Vauvert \| 20 m \| \| \| \| Bahnstrecke Arles–Lunel von Arles-Trinquetaille \| \| \| \| 23,7 \| Vistre (38 m) \| Vistre (38 m) \| \| \| 24,5 \| Le Cailar \| 7 m \| \| \| 25,0 \| Rhôny (21 m) \| Rhôny (21 m) \| \| \| 26,3 \| Amandin (28 m) \| Amandin (28 m) \| \| \| ~26,4 \| D 979 (ehem. N 579) \| D 979 (ehem. N 579) \| \| \| 26,6 38,1 \| Aimargues \| 7 m \| \| \| \| Bahnstrecke Arles–Lunel nach Lunel \| \| \| \| 27,7 \| Cubelle (28 m) \| Cubelle (28 m) \| \| \| 31,7 \| Saint-Laurent-d’Aigouze \| 6 m \| \| \| 36,4 \| Vistre (19 m) \| Vistre (19 m) \| \| \| \| Canal du Rhône à Sète \| \| \| \| 39,4 \| Aigues-Mortes \| 3 m \| \| \| 39,6 \| Canal du Rhône à Sète (Drehbrücke, 21 m) \| Canal du Rhône à Sète (Drehbrücke, 21 m) \| \| \| 40,9 \| Canal des marais salants (20 m) \| Canal des marais salants (20 m) \| \| \| \| Salins du Midi \| \| \| \| 41,1 \| Canal du Perrier (15 m) \| Canal du Perrier (15 m) \| \| \| 44,7 \| Canal du Repausset-Levant (18 m) \| Canal du Repausset-Levant (18 m) \| \| \| 45,2 \| Le Grau-du-Roi \| 2 m \| \| \| 45,4 \| Streckenende \| Streckenende \| |                      |                                                     |                                                     |
| |                      | Bahnstrecke Tarascon–Sète-Ville von Tarascon        |                                                     |
| Haltepunkt / Haltestelle | 30,9 88,2            | Saint-Césaire                                       | 40 m                                                |
| Haltepunkt / Haltestelle |                      | Haltestelle Saint-Césaire–Le Grau-du-Roi            | Haltestelle Saint-Césaire–Le Grau-du-Roi            |
| Abzweig geradeaus und nach rechts |                      | Bahnstrecke Sommières–Saint-Césaire n. Sommières    | Bahnstrecke Sommières–Saint-Césaire n. Sommières    |
| Strecke quer | 32,0 4,7             | Bahnstrecke Tarascon–Sète-Ville n. Bordeaux ü. Sète | Bahnstrecke Tarascon–Sète-Ville n. Bordeaux ü. Sète |
| Strecke mit Straßenbrücke | 5,3                  | A 9                                                 | A 9                                                 |
| Brücke über Wasserlauf | 8,1                  | Vistre (40 m)                                       | Vistre (40 m)                                       |
| Strecke · Strecke von links · Strecke von rechts |                      |                                                     |                                                     |
| Überleitstelle / Spurwechsel · Strecke |                      |                                                     |                                                     |
| Strecke · Strecke |                      | Temporärbaustellenlager LGV                         | Temporärbaustellenlager LGV                         |
| Kreuzung geradeaus unten · Strecke quer · Abzweig quer, ehemals nach links und ehemals nach rechts |                      | Contournement de Nîmes et Montpellier               | Contournement de Nîmes et Montpellier               |
| Haltepunkt / Haltestelle | 13,6                 | Générac                                             | 69 m                                                |
| Haltepunkt / Haltestelle | 15,7                 | Beauvoisin                                          | 64 m                                                |
| Haltepunkt / Haltestelle | 21,1                 | Vauvert                                             | 20 m                                                |
| |                      | Bahnstrecke Arles–Lunel von Arles-Trinquetaille     |                                                     |
| Brücke über Wasserlauf | 23,7                 | Vistre (38 m)                                       | Vistre (38 m)                                       |
| Haltepunkt / Haltestelle | 24,5                 | Le Cailar                                           | 7 m                                                 |
| Brücke über Wasserlauf | 25,0                 | Rhôny (21 m)                                        | Rhôny (21 m)                                        |
| Brücke über Wasserlauf | 26,3                 | Amandin (28 m)                                      | Amandin (28 m)                                      |
| Bahnübergang | ~26,4                | D 979 (ehem. N 579)                                 | D 979 (ehem. N 579)                                 |
| Haltepunkt / Haltestelle | 26,6 38,1            | Aimargues                                           | 7 m                                                 |
| Abzweig geradeaus und ehemals nach rechts |                      | Bahnstrecke Arles–Lunel nach Lunel                  | Bahnstrecke Arles–Lunel nach Lunel                  |
| Brücke über Wasserlauf | 27,7                 | Cubelle (28 m)                                      | Cubelle (28 m)                                      |
| Haltepunkt / Haltestelle | 31,7                 | Saint-Laurent-d’Aigouze                             | 6 m                                                 |
| Brücke über Wasserlauf | 36,4                 | Vistre (19 m)                                       | Vistre (19 m)                                       |
| Brücke über Wasserlauf |                      | Canal du Rhône à Sète                               | Canal du Rhône à Sète                               |
| Bahnhof | 39,4                 | Aigues-Mortes                                       | 3 m                                                 |
| | 39,6                 | Canal du Rhône à Sète (Drehbrücke, 21 m)            | Canal du Rhône à Sète (Drehbrücke, 21 m)            |
| Brücke über Wasserlauf | 40,9                 | Canal des marais salants (20 m)                     | Canal des marais salants (20 m)                     |
| Abzweig geradeaus und ehemals nach links |                      | Salins du Midi                                      | Salins du Midi                                      |
| Brücke über Wasserlauf | 41,1                 | Canal du Perrier (15 m)                             | Canal du Perrier (15 m)                             |
| Brücke über Wasserlauf | 44,7                 | Canal du Repausset-Levant (18 m)                    | Canal du Repausset-Levant (18 m)                    |
| Bahnhof | 45,2                 | Le Grau-du-Roi                                      | 2 m                                                 |
| | 45,4                 | Streckenende                                        | Streckenende                                        |

Die Bahnstrecke Saint-Césaire–Le Grau-du-Roi ist eine eingleisige, 45 km lange Eisenbahnstrecke im südfranzösischen Département Gard. Sie verbindet die Magistrale Avignon–Bordeaux mit der Mittelmeerhafenstadt Le Grau-du-Roi.

## Geschichte

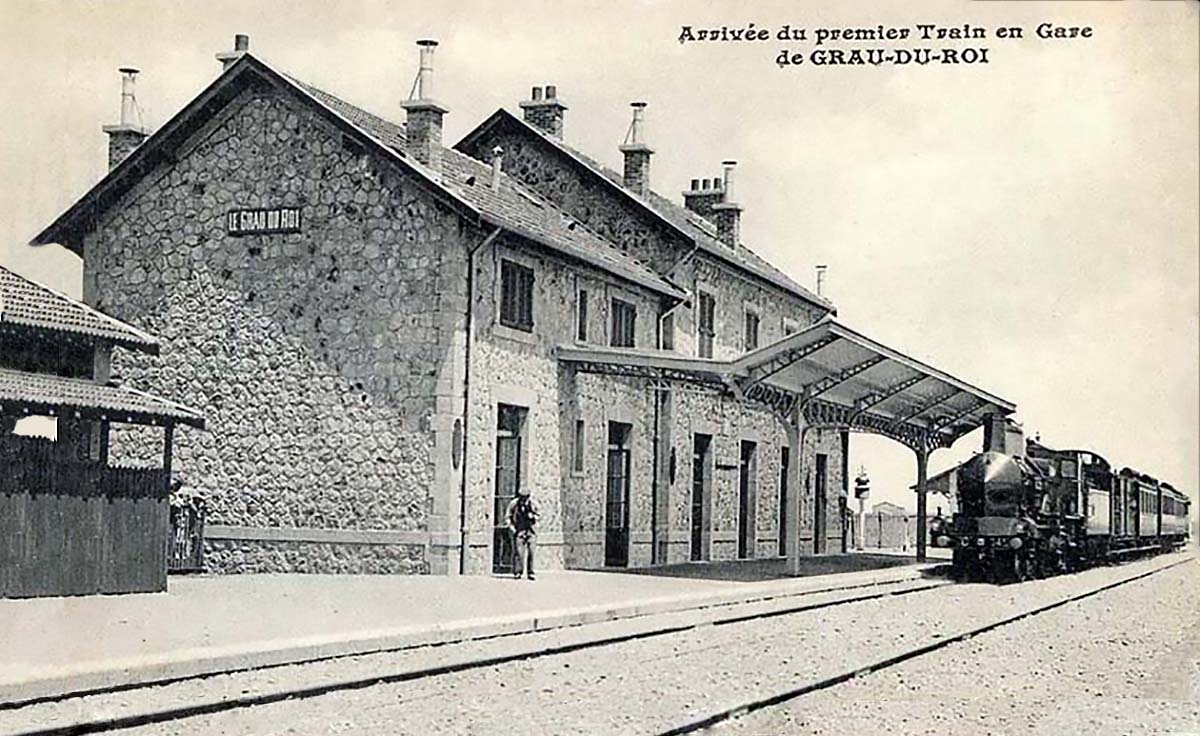
Das neue Bahnhofsgebäude von Le Grau-du-Roi, 1909.

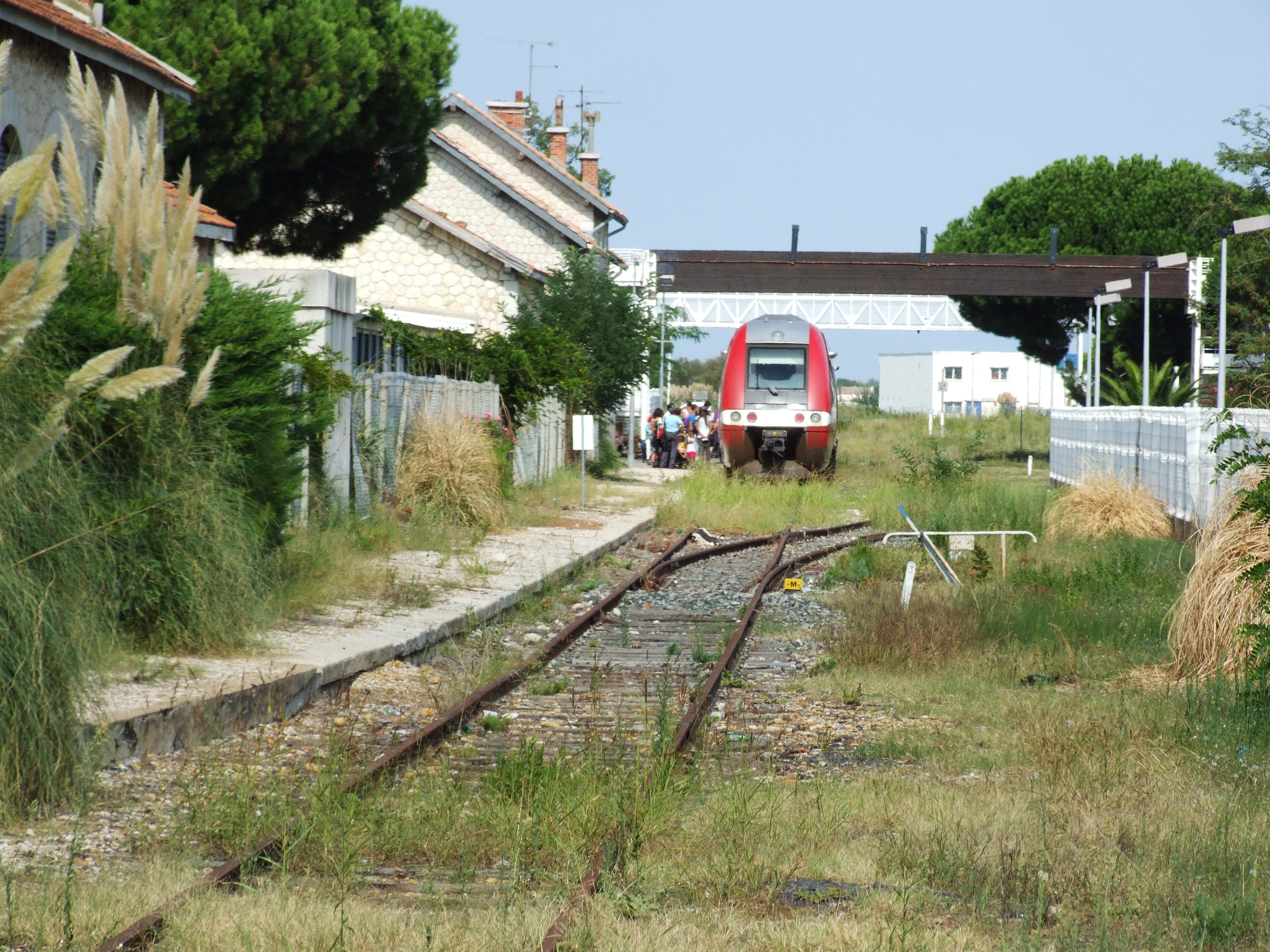
Gedränge am Bahnsteig von Le Grau, 2011.

Der Grund für die Trassierung in diese dünn besiedelte Gegend war der Abtransport von Salz, das in den Salinen in der Umgebung von Aigues-Mortes gewonnen wurde. Nachdem 1845 die Nîmes–Sète von der Compagnie des chemins de fer de Paris à Lyon et à la Méditerranée (PLM) eröffnet worden war, erwarb die Gesellschaft am 1. Mai 1863 die Konzession für den Bau und Betrieb der Strecke Lunel–Aigues-Mortes. Die Konzession für den Streckenteil nach Saint-Césaire folgte am 18. Juli 1868. Weniger als fünf Jahre später konnte dieser Abschnitt am 19. Mai 1873 in Betrieb genommen werden.
Erst am 24. Januar 1902 kam es zwischen dem Minister für öffentliche Arbeiten und der PLM zur Vertragsunterzeichnung, um einigen anderen Anträgen auch eine Verlängerung bis Le Grau-du-Roi zu genehmigen. Sie wurde am 18. Juli 1902 für gemeinnützig erklärt und zum 10. Juli 1909 eröffnet.

## Aktueller Zustand
Für die 15 Strecken, für die die Region Okzitanien verantwortlich ist, stellte sie insgesamt 800 Mio. Euro zur Verfügung. Außer einem kleinen Abschnitt, der im Rahmen der Streckentrassierung des LGV-Neubaus Contournement de Nîmes et Montpellier saniert wurde, wurde in die Strecke jahrzehntelang kaum investiert. Immerhin ist die Teilstrecke bis Vauvert mit Bloc Automatique à Permissivité Restreinte-Blocksicherung (BAPR) ausgestattet, doch darüber hinaus hat die Strecke bis Roi vereinfachte Signalgebung. Zudem musste die Höchstgeschwindigkeit wegen Gleismängeln von 80 auf 60 km/h herabgesetzt werden, weil zumeist jahrzehntealte Holzschwellen verbaut sind. In den Jahren 2019 bis 2021 sollten von der SNCF Réseau 9000 Schwellen ausgetauscht sein. Auch sollten die Bahnanlagen für Reisende im Abschnitt Vauvert–Aigues-Mortes erneuert werden. Die geplanten 5,24 Mio. Euro, die für den Streckenerhalt notwendig sind, kommen zu 96,75 % von der Region und zu 3,25 % von der SNCF.
Erwähnenswert ist der Bahnübergang bei BK ~26,4, der die vierspurig ausgebaute D 979 regelt. Zwar verkehren hier täglich nur wenige Züge, doch wäre hier in anderen Ländern längst eine kreuzungsfreie Lösung hergestellt worden.
Zur Erhöhung der Attraktivität führte der Regionalrat am 1. Juli 2011 für zwei Monate einen Fahrpreis für die Hinfahrt von 1 Euro ein. Der Erfolg war mit bis zu 2000 Fahrgästen am Tag überwältigend und blieb dauerhaft bestehen. Die Züge haben eine Kapazität von 220 Sitz- und 100 Stehplätzen. Vor allem jüngere Leute nutzen dieses Angebot. In täglich 5 Zugpaaren dauert die Reise durchschnittlich 55 Minuten.